# Fernand Bone
Fernand Bone était un homme politique français, né le 6 décembre 1903 à Saint-Ouen-en-Belin (Sarthe), mort le 13 mai 1981 dans le même village.

## Biographie sommaire
Dans les années 1920 et 1930, il milite au PSF. Pendant la Seconde Guerre mondiale, il s'engage dans la résistance.
Après avoir été membre du Rassemblement du peuple français (RPF, gaulliste), second de liste de Max Brusset. Membre du Parti paysan de Paul Antier, il rejoint l'UDCA de Pierre Poujade en 1955. Épicier, il est élu député de la Sarthe de 1956 à 1958. Il soutient la Ve République du général de Gaulle, à qui il avait voté les pleins pouvoirs le 1er juin 1958.